# Ascetoderes paynteri
Ascetoderes paynteri is een keversoort uit de familie knotshoutkevers (Bothrideridae). De wetenschappelijke naam van de soort werd in 1911 gepubliceerd door Thomas Broun.